# Haldimand-Turm

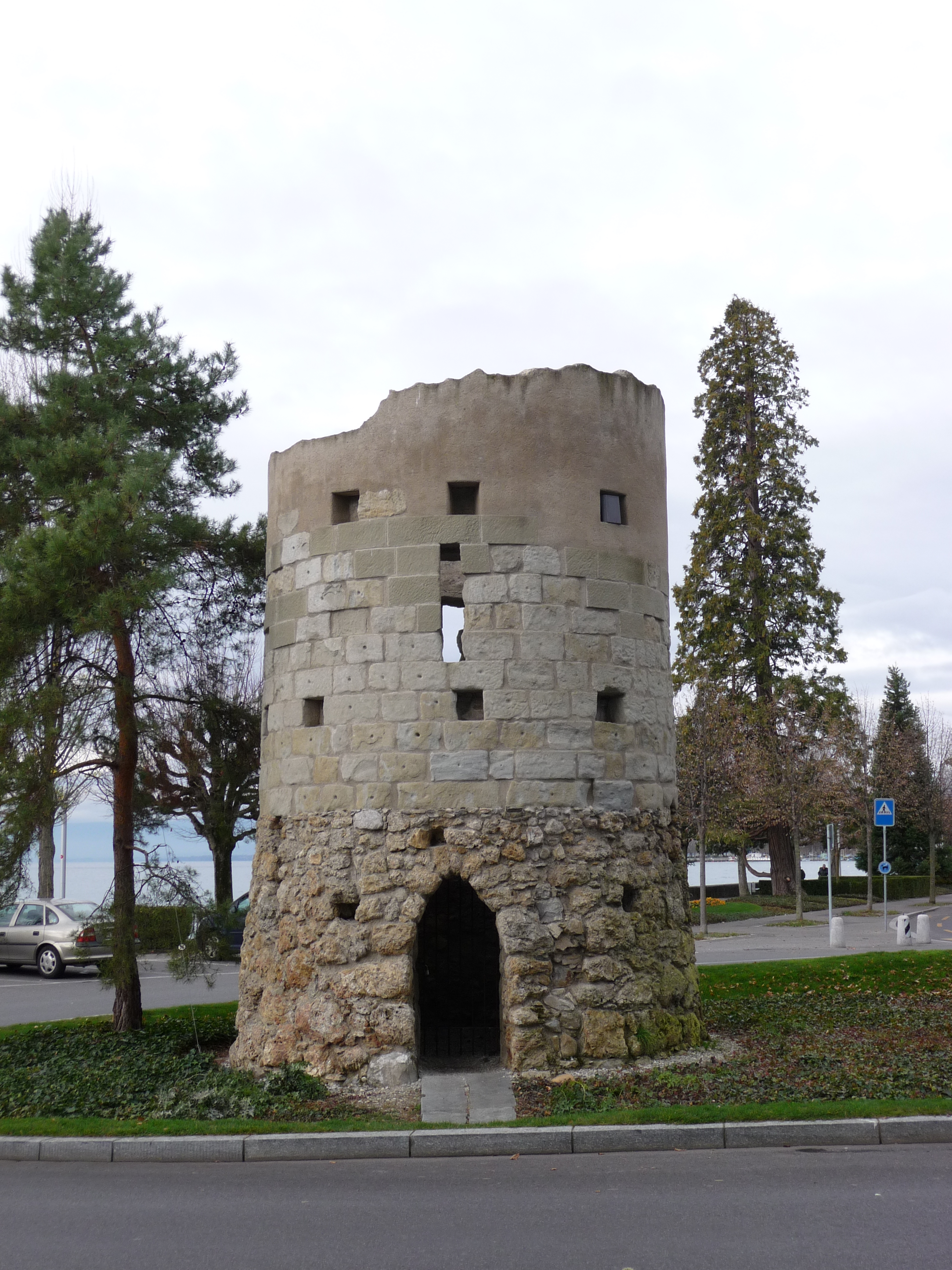
Der Haldimand-Turm

Der Haldimand-Turm (frz. Tour Haldimand) ist eine künstliche Ruine in Form eines Turms in Lausanne in der Schweiz.

## Lage und Architektur
Die Turmruine befindet sich im Stadtteil Montchoisi am Ende des Quai d’Ouchy an der Grenze zur Agglomerationsgemeinde Pully. Das Bauwerk befindet sich zwischen dem Denantou-Park und dem Genfersee und ist von einer asphaltierten Strasse umkreist, an welche Parkplätze angrenzen. Im 19. Jahrhundert war der Turm noch vom See umgeben und stand noch nicht auf dem heutigen Plateau.
Der Turm besitzt einen kreisförmigen Grundriss mit einem Durchmesser von ungefähr 5 m. Ein Sockel aus grob behauenen Feldsteinen bildet die Basis des Turms, in dem sich eine Türöffnung mit gotischem Spitzbogen befindet. Die darin befindliche Tür ist so dünn, dass „ein Angreifer sie ohne Probleme einschlagen könnte“, was den „kriegerischen Nutzen der Schiessscharten des Turms in Frage stellt“. Über dem Sockelgeschoss befinden sich zwei weitere Geschosse, die Fassade der Obergeschosse besteht aus behauenem Sandstein.

## Geschichte
Im Jahr 1825 beschlossen die drei wohlhabenden Freunde William Haldimand (1784–1862), Vincent Perdonnet (1768–1850) und Charles-Sigismund de Cerjat († 1848) in Lausanne, unter sich einen Architekturwettbewerb zu veranstalten. Gewinner sollte derjenige sein, der an seinem jeweiligen Wohnort den schönsten künstlichen Ruinenturm erstellen konnte. Haldimand war ein englischer Bankier, der 1818 bei Lausanne einen Landsitz namens Le Denantou erworben hatte. Perdonnet war ein Financier aus Lausanne, dessen Wohnsitz Mon-Repos von einem privaten Park umgeben war. Der Offizier Cerjat stammte ebenfalls aus Lausanne.
Haldimand errichtete seinen Turm auf einer Landzunge seines Denantou-Parks am Genfersee. Perdonnet erbaute seinen Turm im Park Mon-Repos, wo dieser heute hinter dem Bundesgericht steht. Der Turm von Cerjat befand sich im Wald von Rovéréaz. Haldimand gewann mit seinem Turm.
Im Jahr 2004 wurde der Turm renoviert. Das Innere des Turms ist nicht zugänglich.